# Chiesa di San Francesco (Deruta)
La chiesa di San Francesco è il principale luogo di culto cattolico di Deruta, in provincia di Perugia e arcidiocesi di Perugia-Città della Pieve. Fu consacrato nel 1388, dopo essere stato ricostruito in seguito ad un violento terremoto.
In seguito alla scossa del 30 ottobre del Terremoto del Centro Italia del 2016  la chiesa è risultata inagibile e la sua funzione è stata svolta dalla Chiesa di Sant'Antonio Abate fino al 21 maggio 2017, giorno della riapertura.

## Interno
L'interno ad un'unica navata coperta con spioventi a capriate, conserva numerose tracce di affreschi.
Iniziando la visita della chiesa dalla parete sinistra, subito si incontra una nicchia con affreschi attribuiti in parte a Domenico Alfani La Madonna col Bambino tra san Francesco e san Bernardino da Siena e in parte a Giovanni Battista Caporali San Girolamo e sant'Antonio da Padova.
Segue la cappella del Rosario costruita nel 1846 con all'interno una statua vestita della Vergine del Rosario.
Altri affreschi seguono sulle pareti: San Sebastiano, i Santi Pietro e Paolo, Martirio di una santa, due storie della vita di Santa Caterina d'Alessandria.
Nell'abside decorata verso gli inizi del secolo scorso è visibile, in alto a sinistra, un affresco del XIV sec. raffigurante la Resurrezione di Cristo. Nelle vele sono rappresentati, al centro, lo stemma francescano e nelle altre i simboli dei quattro evangelisti. 
Le vetrate sono un lavoro moderno: quella centrale è stata eseguita negli anni '50 ad imitazione delle vetrate della Basilica di San Francesco ad Assisi dallo studio Moretti-Caselli di Perugia, mentre quelle laterali negli anni '80 sempre eseguite dallo studio Moretti-Caselli. 
L'altare maggiore è l'unica parte rimasta della facies barocca della chiesa, eliminata nei restauri del 1909. Composto da marmi pregiati, fu commissionato nel 1757 dalla Compagnia del Santissimo Sacramento e vi erano conservate le reliquie di San Simplicio, patrono del Comune di Deruta. 
Nella navata destra si trovano un affresco con la Madonna col Bambino tra i santi Pietro apostolo, Paolo di Tarso, San Ludovico da Tolosa, Caterina d'Alessandria e Francesco d'Assisi attribuito al Maestro di Santa Giuliana, l'affresco con Cristo in casa di Marta e Maria e una nicchia con l'affresco di Sant'Antonio da Padova e scene della sua vita.

## La Cappella della Madonna del Rosario

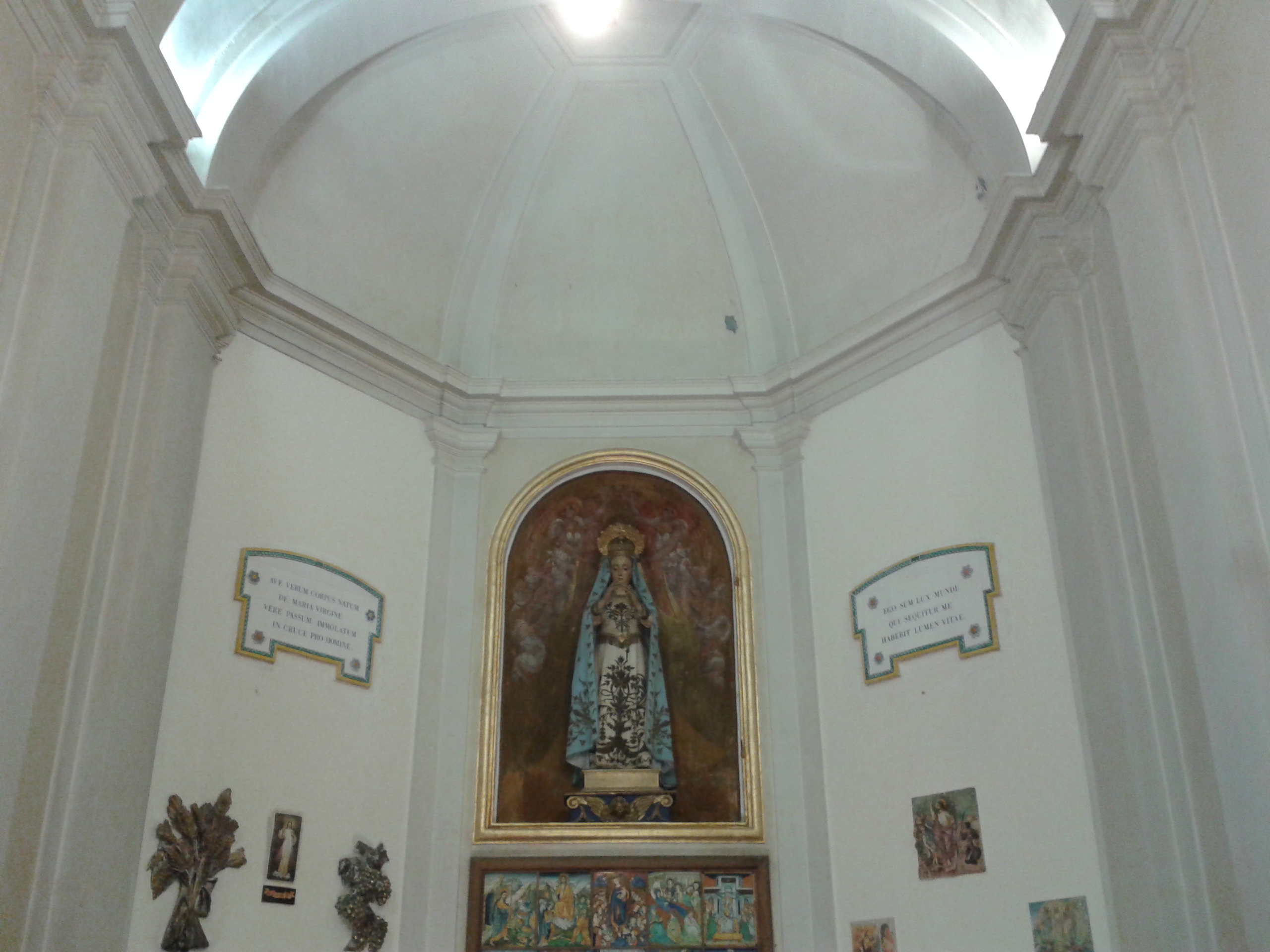
Interno della Cappella della Madonna del Rosario.

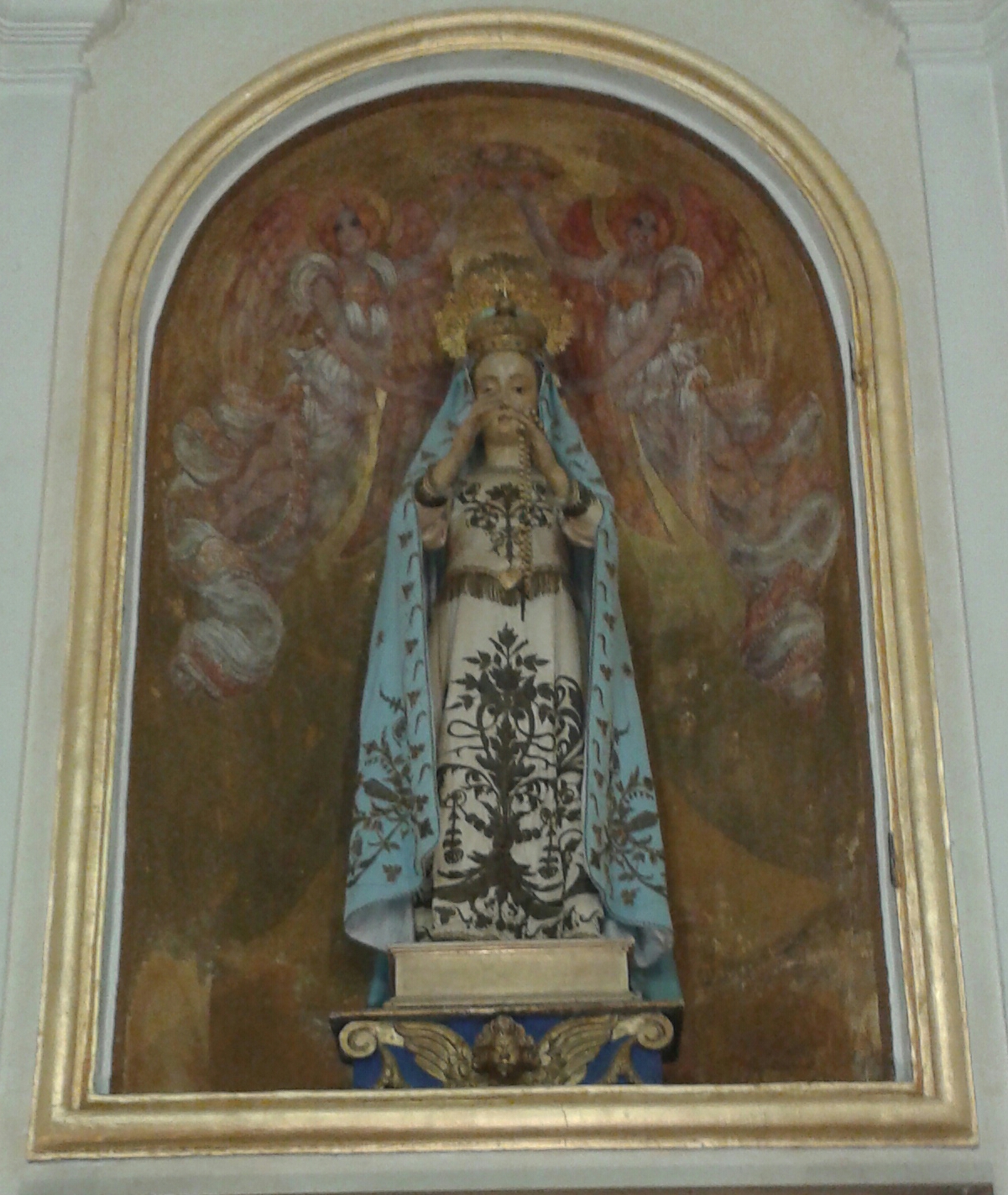
Statua della Madonna del Rosario.

La Cappella del Rosario o del Santissimo Sacramento è stata costruita nel 1846. L'interno è in stile neoclassico. L'altare opera di Angelo Micheletti del 1899, medico perugino esiliato a Perugia che fu uno degli iniziatori della ripresa produttiva della ceramica derutese di fine ottocento nonché uno dei fondatori del Museo regionale della Ceramica, rappresenta Angeli oranti ripresi da dipinti del Beato Angelico. Nella nicchia della parete di fondo è conservata la statua della Madonna del Rosario oggetto di grande culto per i derutesi probabilmente del '600 o dell'800. Gli Angeli svolazzanti dipinti nella nicchia, recentemente riscoperti, sono opera degli anni '30 di Alpinolo Magnini. Negli anni '80 in poi si è andati ad aggiungere varie ceramiche sia nella controfacciata della cappella che nelle pareti laterali. Notevole è un pannello in maiolica sotto la statua della "Madonna del Rosario" raffigurante i Misteri del Rosario tra cui spiccano opere di Cesare Teobaldo Pimpinelli (una formella con la Presentazione di Gesù al Tempio), derutese di nascita, allievo dell'ucraino David Zipirovic e morto a Gualdo Tadino nel 1991, e di Cesare Margaritelli detto "Cesarino" (una formella con l'Andata al Calvario), artista derutese molto amato e conosciuto tra i suoi concittadini.

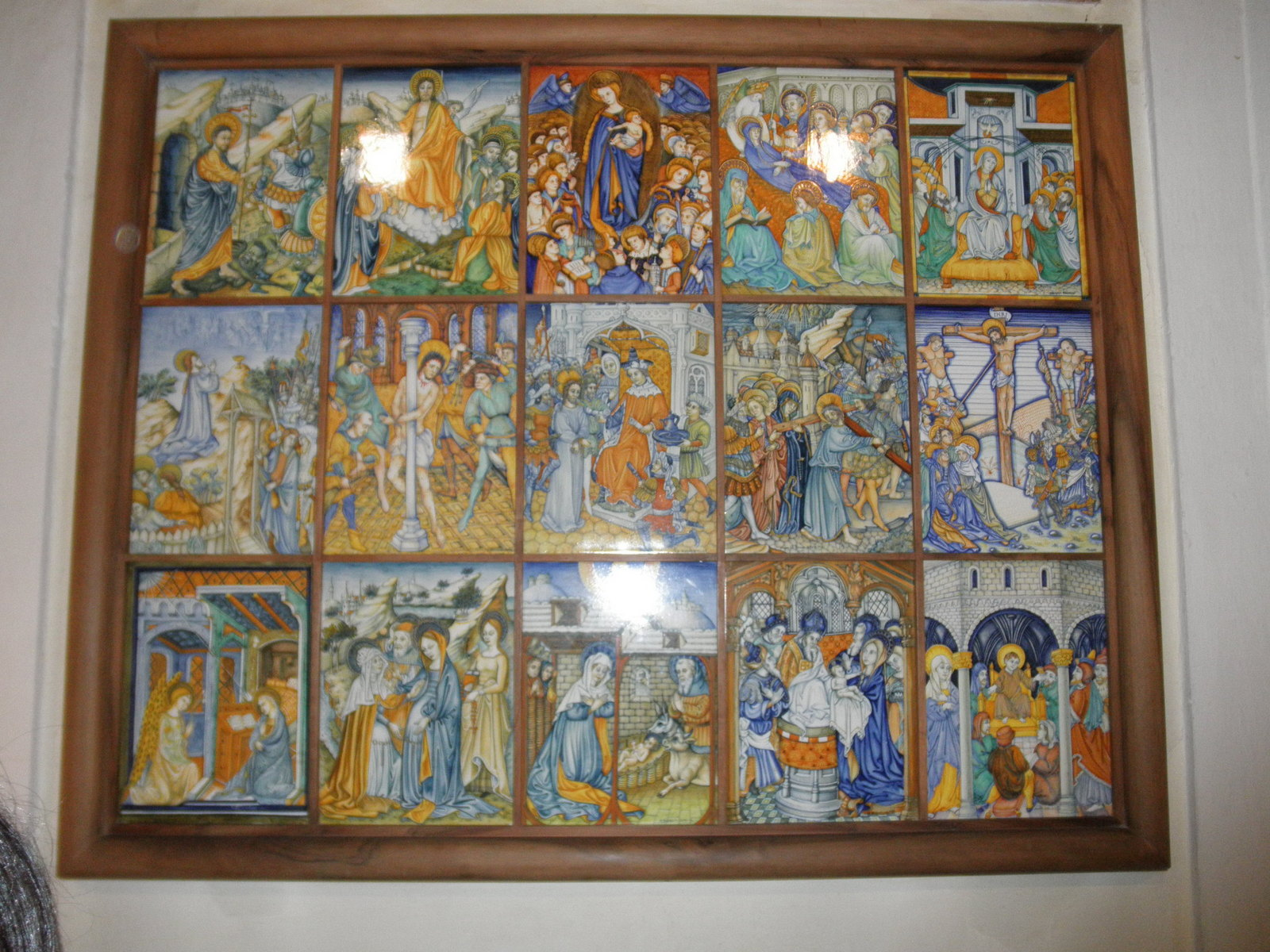
Misteri del Rosario dei ceramisti derutesi degli anni '80 del XX sec.
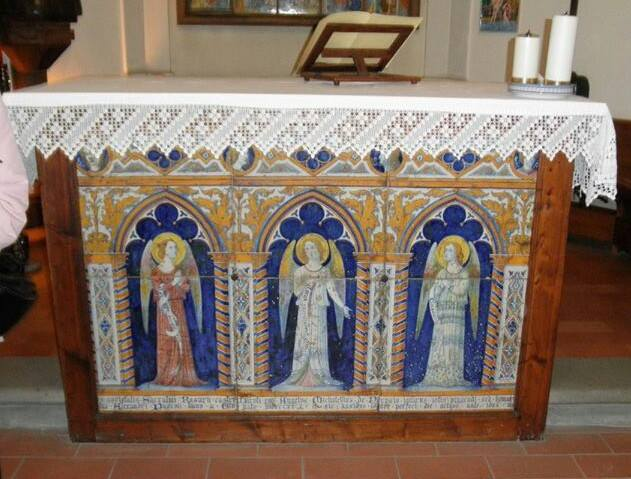
Altare in ceramica di Angelo Micheletti datato 1890.
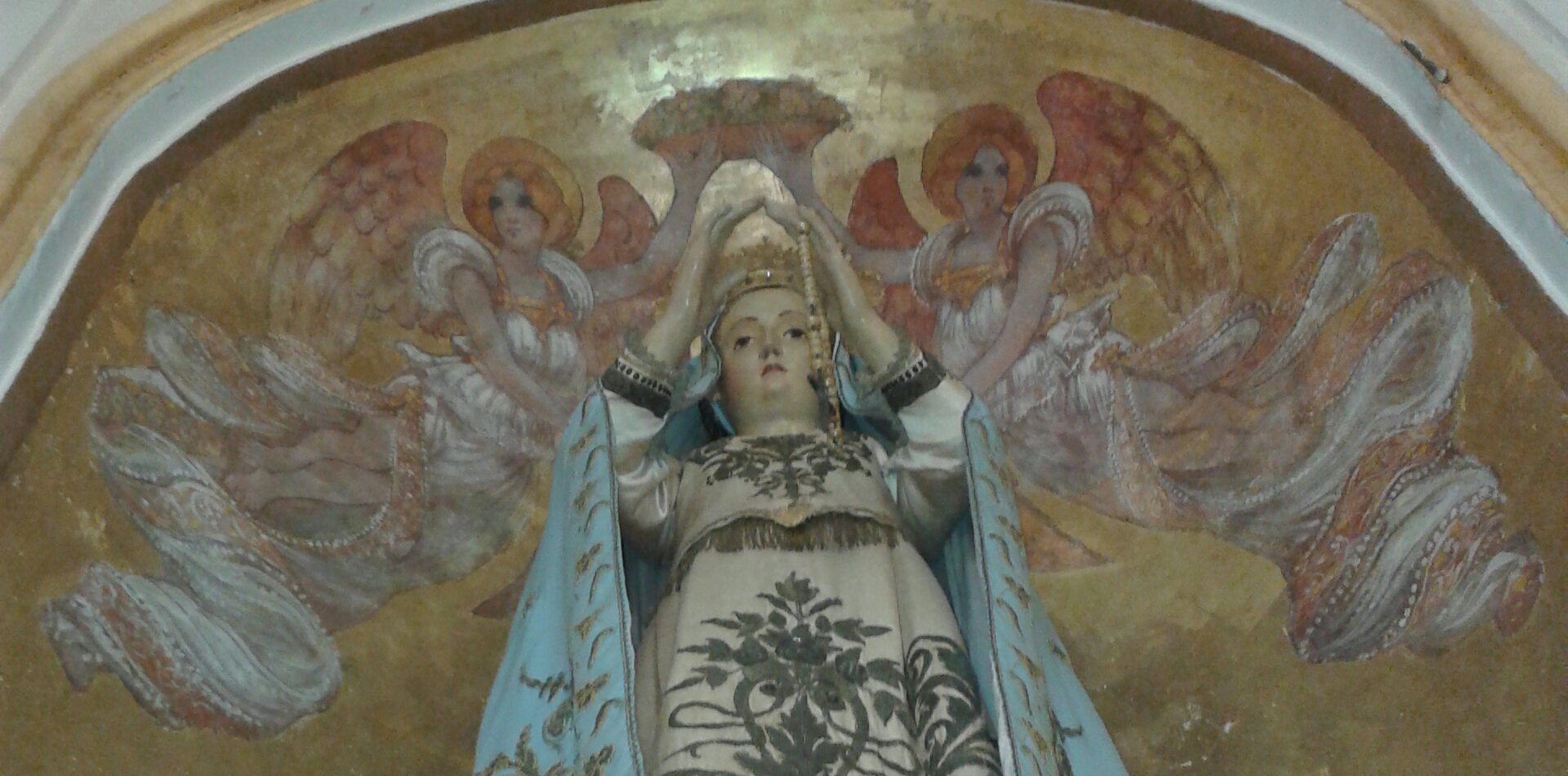
Alpinolo Magnini, Angeli svolazzanti reggenti una corona di fiori, anni '30.

## Il chiostro
Attiguo al fianco destro della chiesa è il chiostro che conserva due soli lati e scarsissime tracce delle antiche strutture murarie trecentesche, solo i pilastri di sostegno e i conci in arenaria. Frammenti poco leggibili di affreschi del XIV sec. si trovano in prossimità della porta dell'ex convento, la Madonna dell'Umiltà e santo, e sopra la porta che immette nella chiesa, Scorcio architettonico e tre aureole.

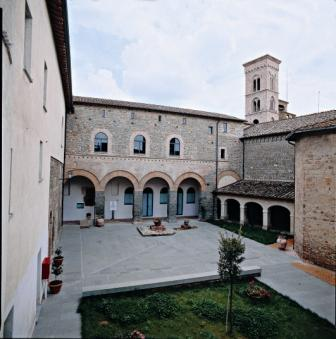
Il chiostro
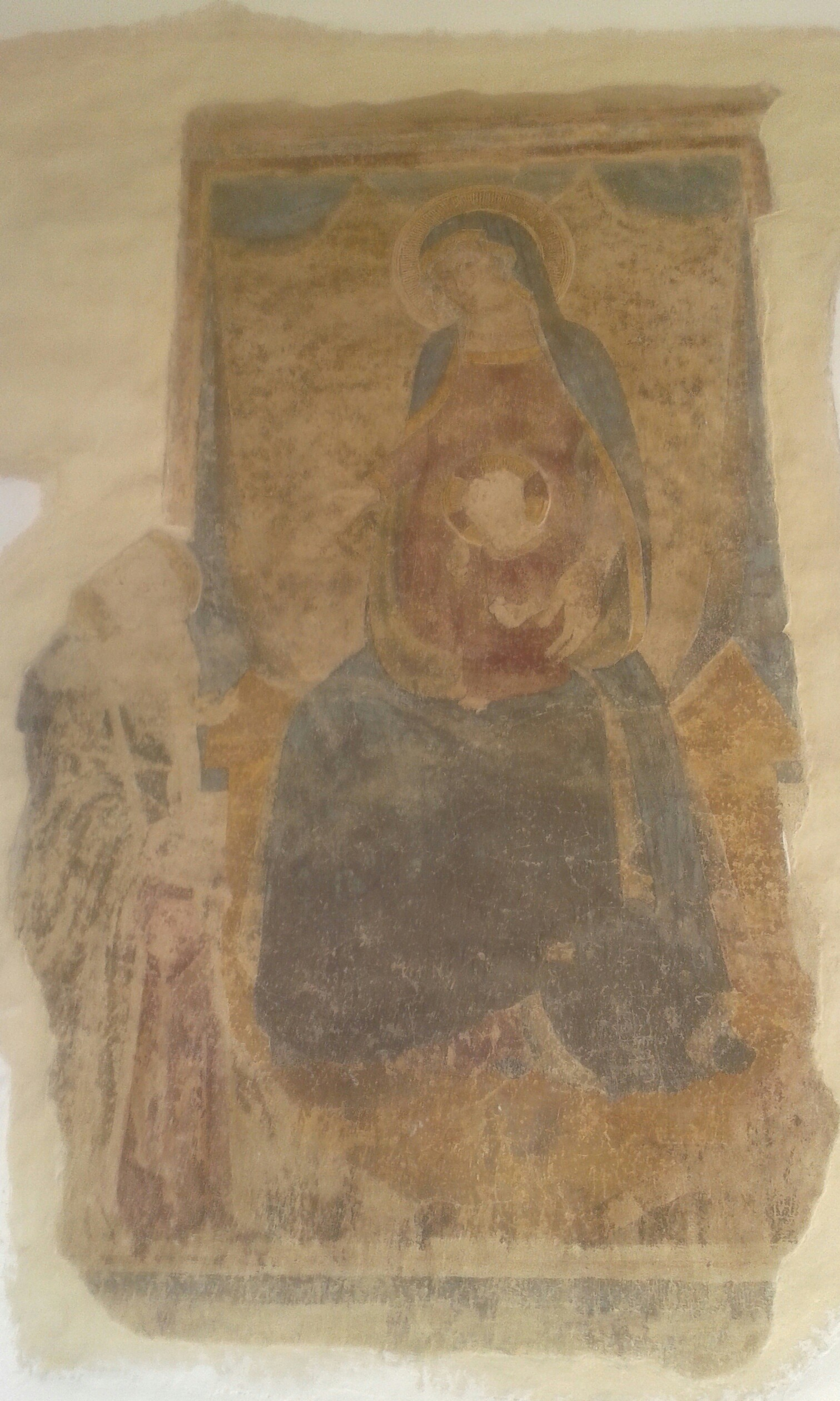
Frammento di affresco con la Madonna dell'Umiltà e santo.
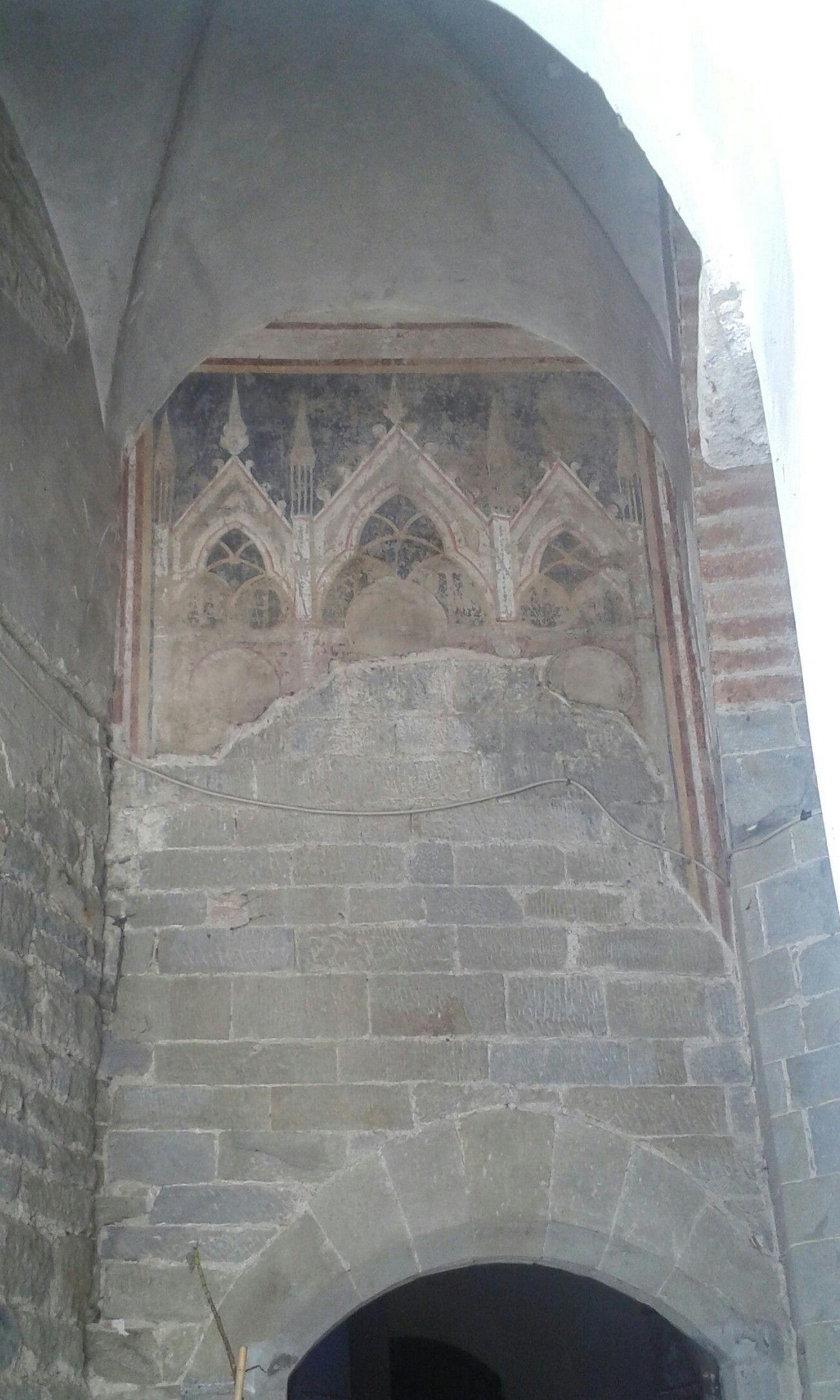
Frammento di affresco con Scorcio architettonico e tre aureole.

## La compagnia della Morte o del Rosario

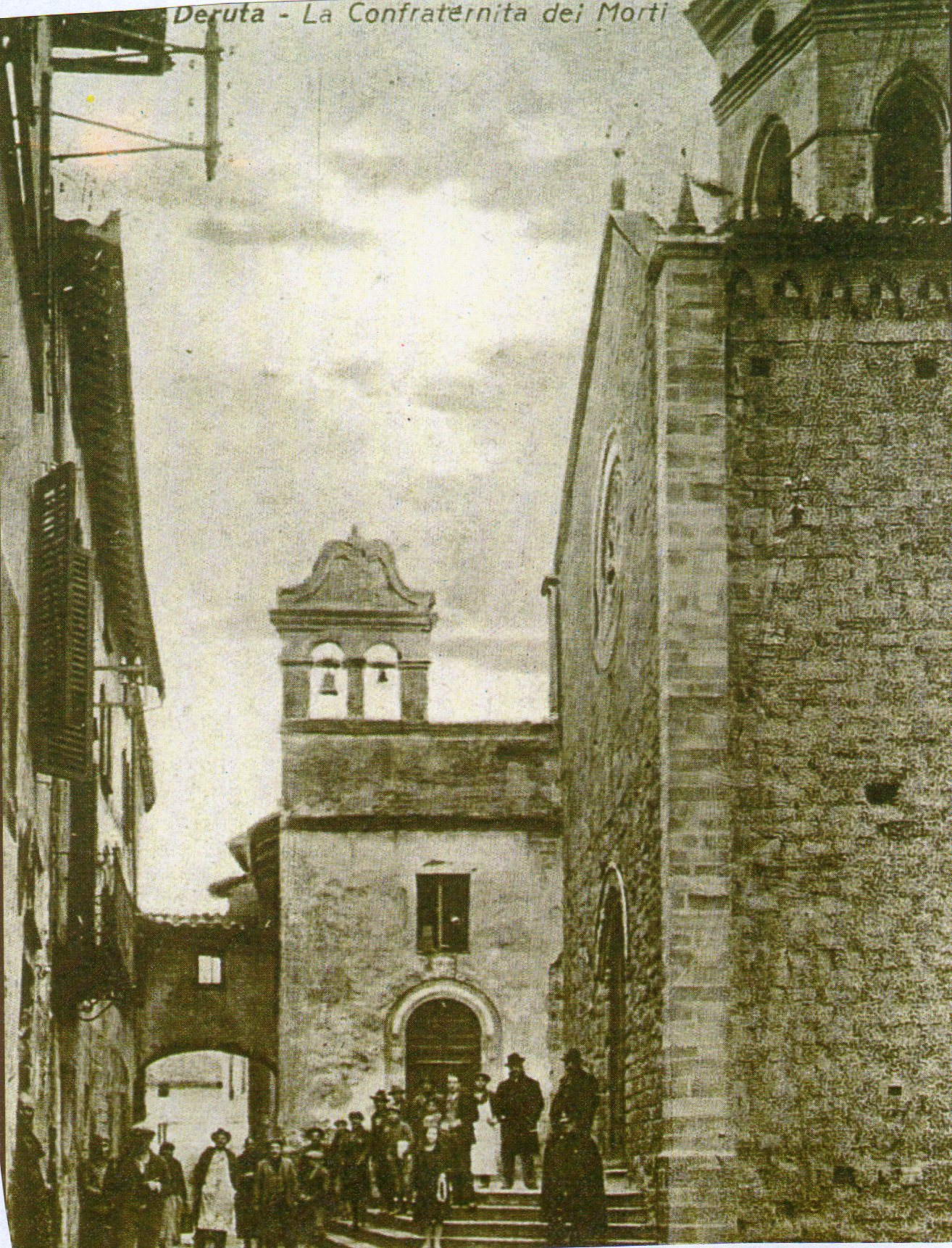
Una foto d'epoca raffigurante i membri della Compagnia della Morte o del Rosario e l'oratorio antistante alla chiesa.

La Cappella del Rosario e il basamento del campanile poligonale erano sede di questa compagnia. Andata in rovina negli anni 30 del secolo scorso, la Soprintendenza diede il permesso per abbattere l'oratorio e la sede della compagnia, che possedeva numerosi arredi sacri, venne spostata nella Chiesa di Sant'Angelo, sconsacrata nel 1952.
Si può supporre che la Compagnia della Beata Vergine, ricordata nello Statuto del 1465, sia da identificare con questa. Nel 1586 fu aggregata all'Arciconfraternita dell'Orazione di Roma e venne riconosciuta come confraternita eretta nella Chiesa di San Francesco.
Nel 1600 i priori della compagnia, trovando troppo angusti i locali loro riservati, chiesero, senza successo, all'abate di San Pietro di poter occupare o riedificare la parrocchiale di Piazza. Nel 1606 fu aggregata alla Compagnia della Chiesa della Madonna delle Piaggie, con licenza del vescovo di Perugia. Spettava alla Compagnia del Rosario l'organizzazione della più seguita processione di Deruta, quella del lunedì di Pasqua alla Chiesa di Santa Maria di Roncione. La processione fino al secolo scorso era una vera e propria festa e da tutte le campagne venivano ad assistere poiché era accompagnata da una fiera. La processione si è svolta fino a quando la Chiesa di Santa Maria di Roncione non divenne di proprietà privata.

## Curiosità
- Nel vicino convento morì papa Urbano IV a causa di un'indigestione alimentare.
- All'interno della chiesa si conserva una campana fusa per celebrare la canonizzazione di San Francesco d'Assisi nel 1228. Sotto alla campana si trova una targa affissa in occasione della riesposizione della stessa dopo settecento anni dicente: QUESTA CAMPANA FUSA PER CELEBRARE LA CANONIZZAZIONE DI S.FRANCESCO DAI SUOI FRATI PORTATA DAL S.RO CONVENTO A DERUTA DOVE SCONOSCIUTA LUNGAMENTE RIMASE NEL VII CENTENARIO DELLA MORTE DEL SANTO ALLA DEVOTA AMMIRAZIONE VENNE RIDONATA.

## Opere già in questa in chiesa
- Il Missale fratum minorum del maestro dei messali Deruta-Salerno, parte della ricca biblioteca del vicino convento, andata perduta.
- l'affresco del Perugino Padre Eterno con i santi Rocco e Romano[2]
- la Madonna dei Consoli di Niccolò Alunno, parte centrale di un polittico collocato sull'altare maggiore della chiesa
- Il pavimento conservato nel vicino Museo regionale della Ceramica
- Una tela seicentesca con Cristo re tra la Madonna, San Francesco, quattro santi francescani e quattro sante francescane e le anime del Purgatorio commissionata da Bernardino Venturi, proveniente dal terzo altare di sinistra della chiesa demolito con gli altri altari barocchi durante il ripristino dell'edificio nei primi del '900, ora nella Chiesa di Sant'Antonio Abate.

## Galleria d'immagini

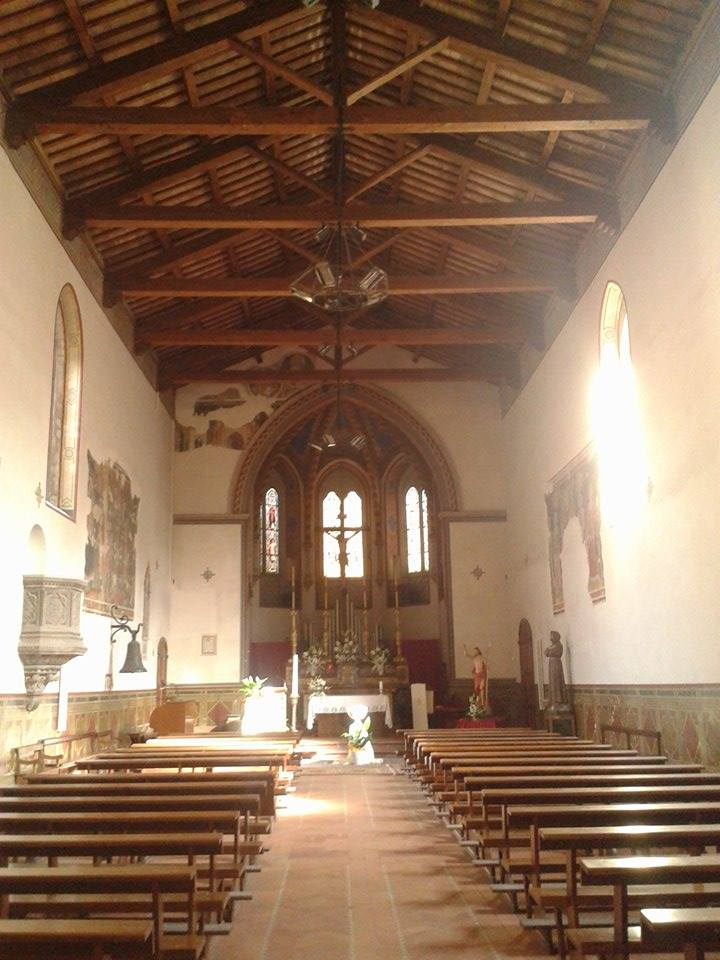
Interno della Chiesa di San Francesco
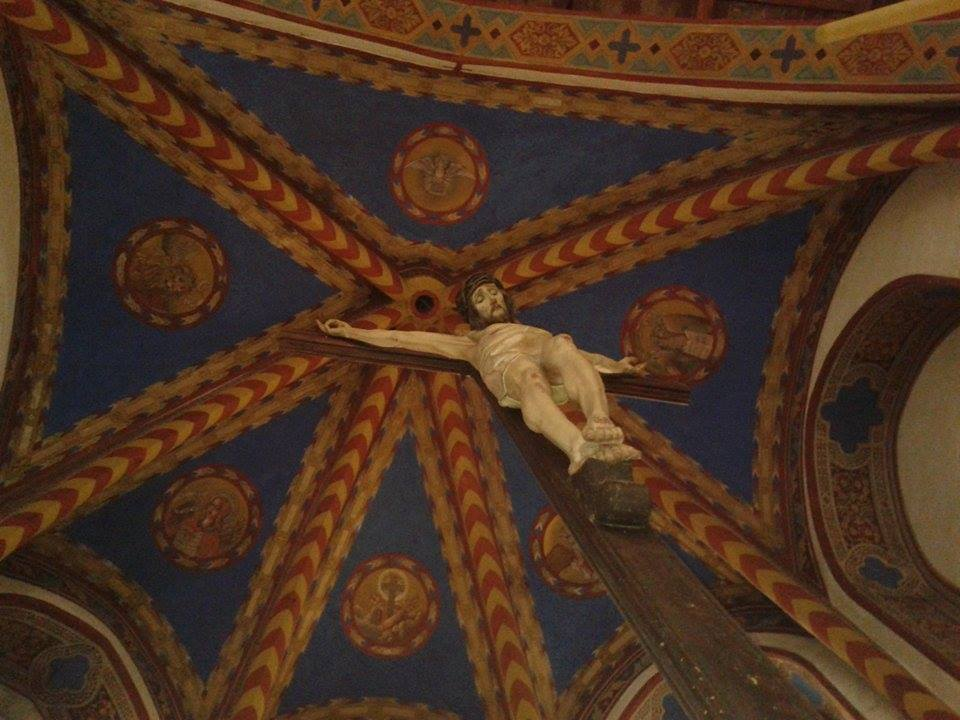
Volta dell'abside e Crocifisso
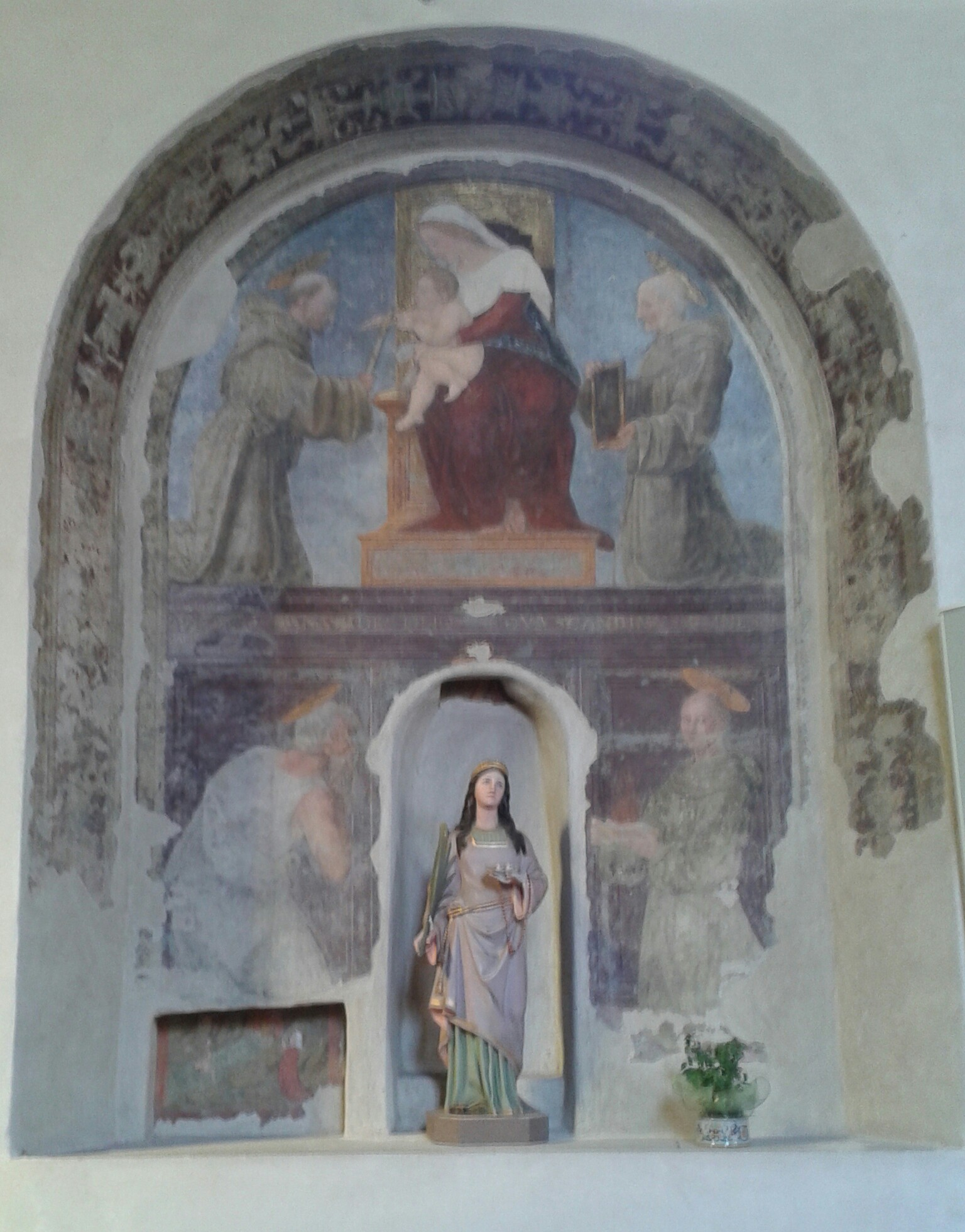
Domenico Alfani e Giovanni Battista Caporali, Madonna col Bambino tra San Francesco, San Bernardino da Siena, San Girolamo e Sant'Antonio da Padova
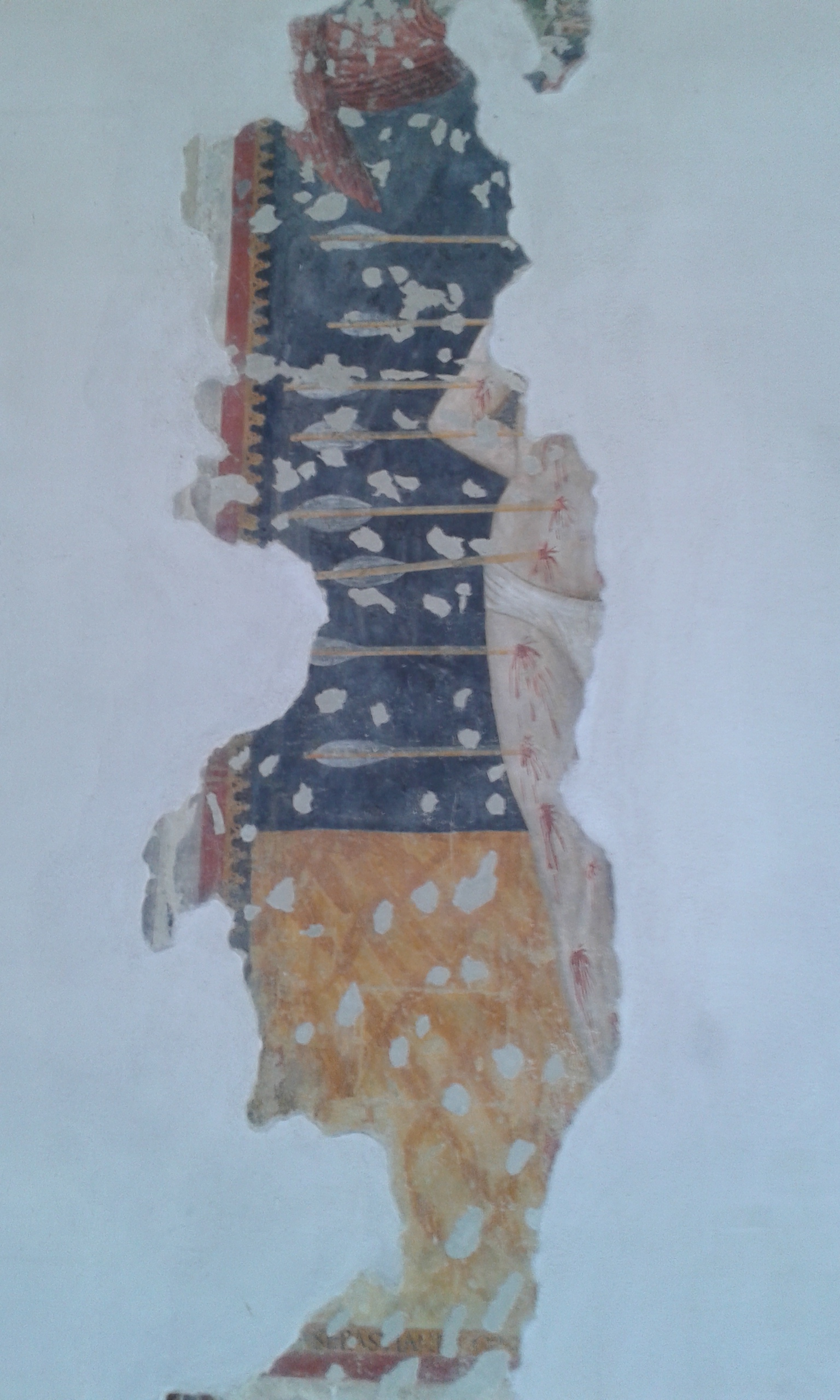
Il Martirio di San Sebastiano
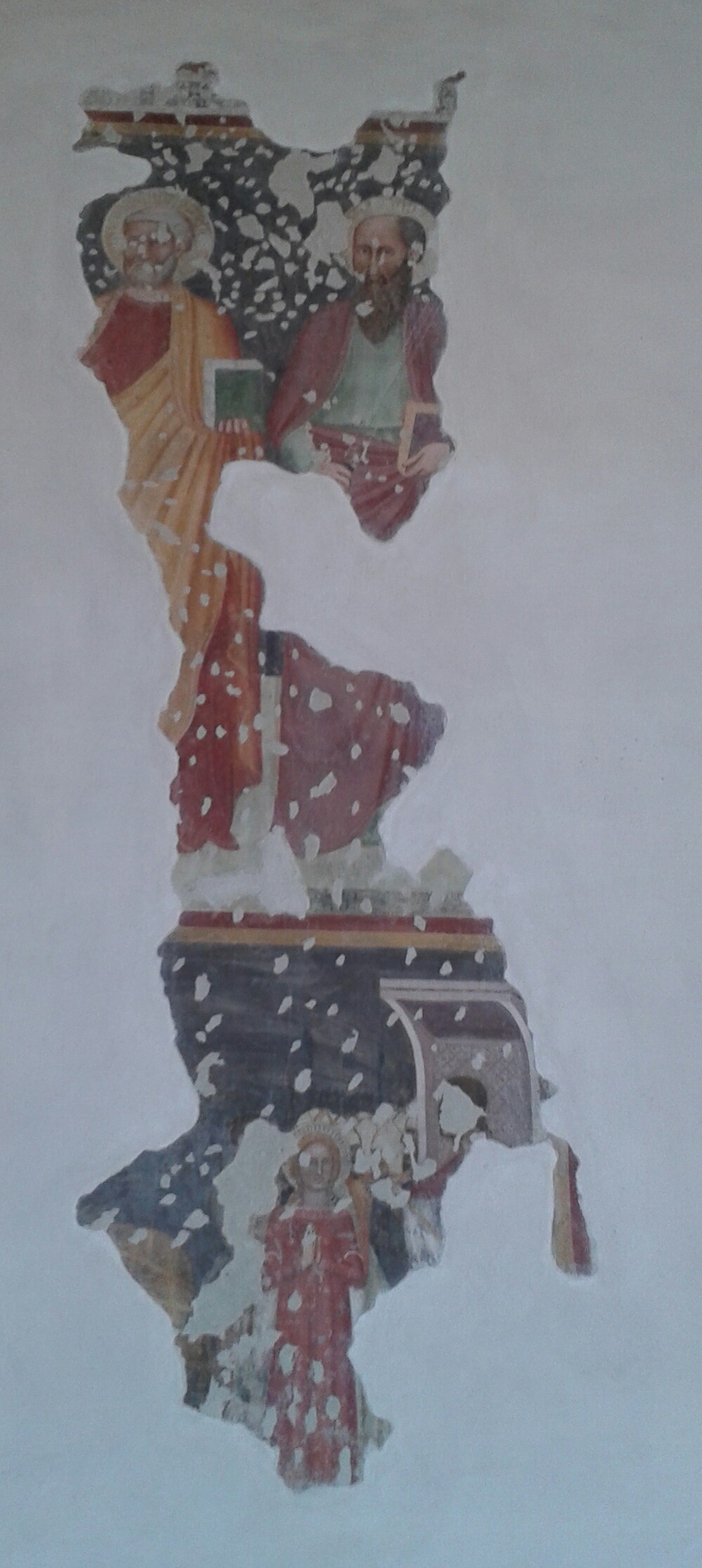
I Santi Pietro e Paolo e martirio di una santa.
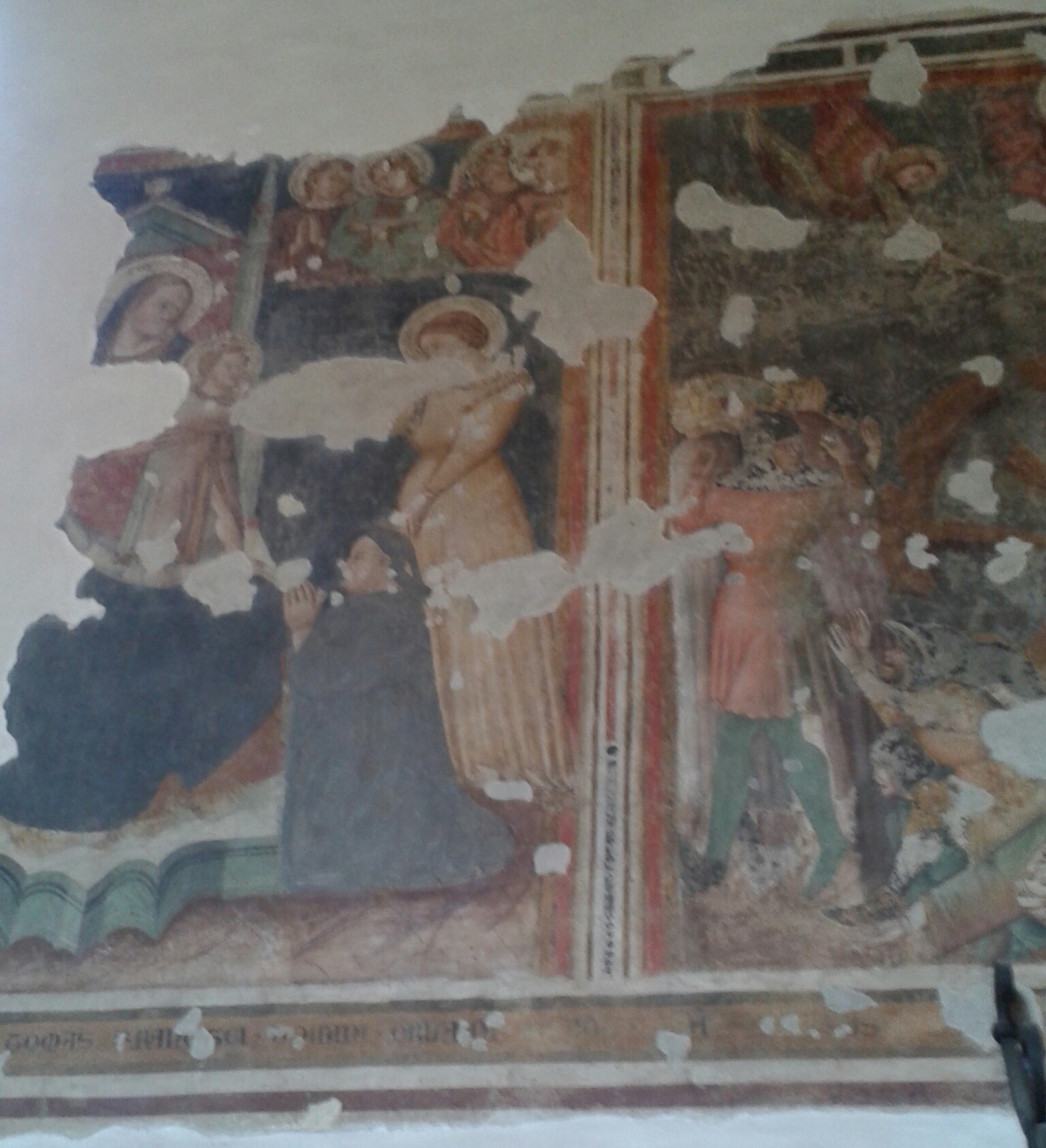
Due scene della vita di Santa Caterina d'Alessandria, Santa Caterina presenta alla Madonna il committente Tommaso di Francesco di Orlando.
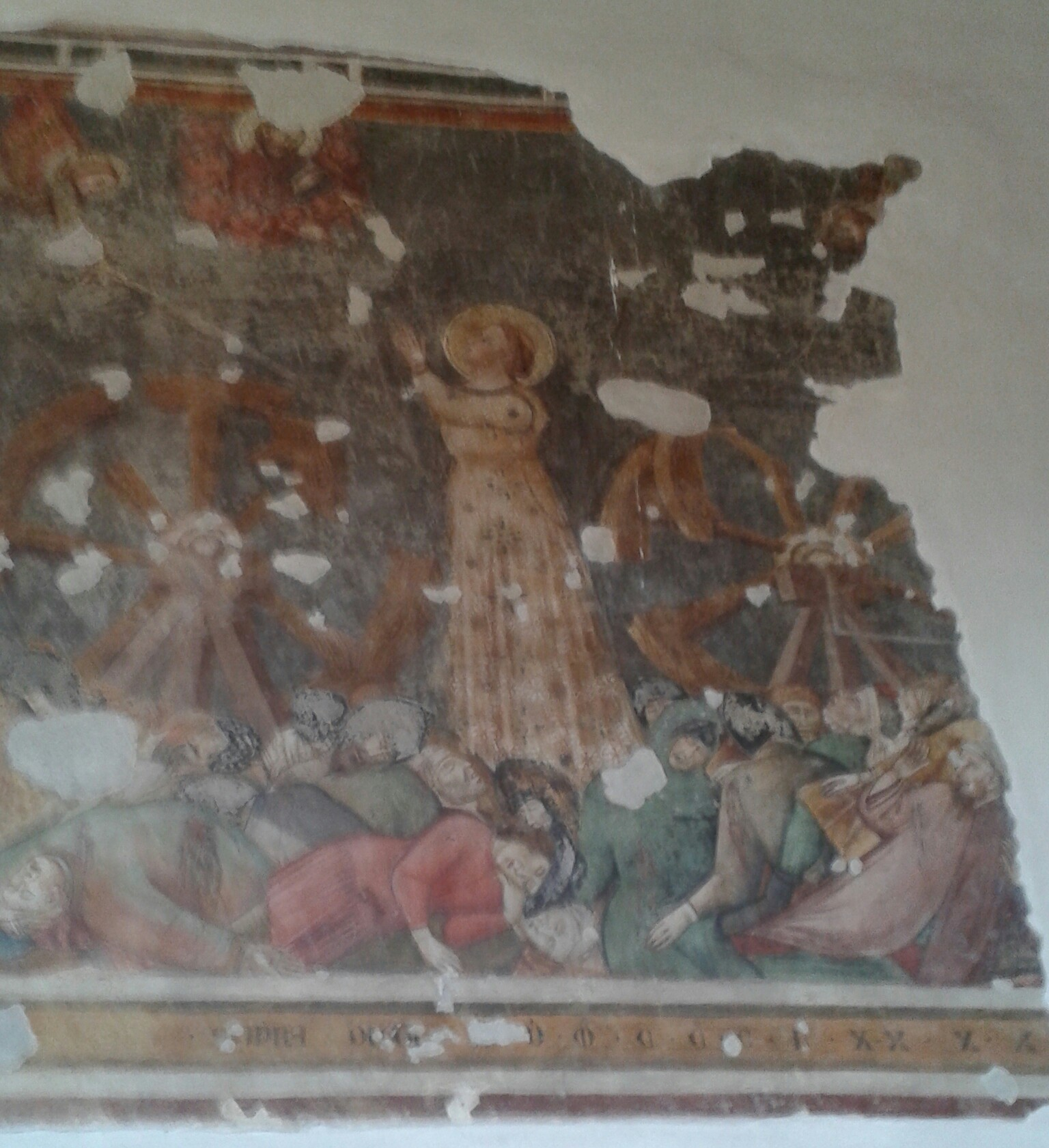
Due scene della vita di Santa Caterina d'Alessandria, Martirio della santa.
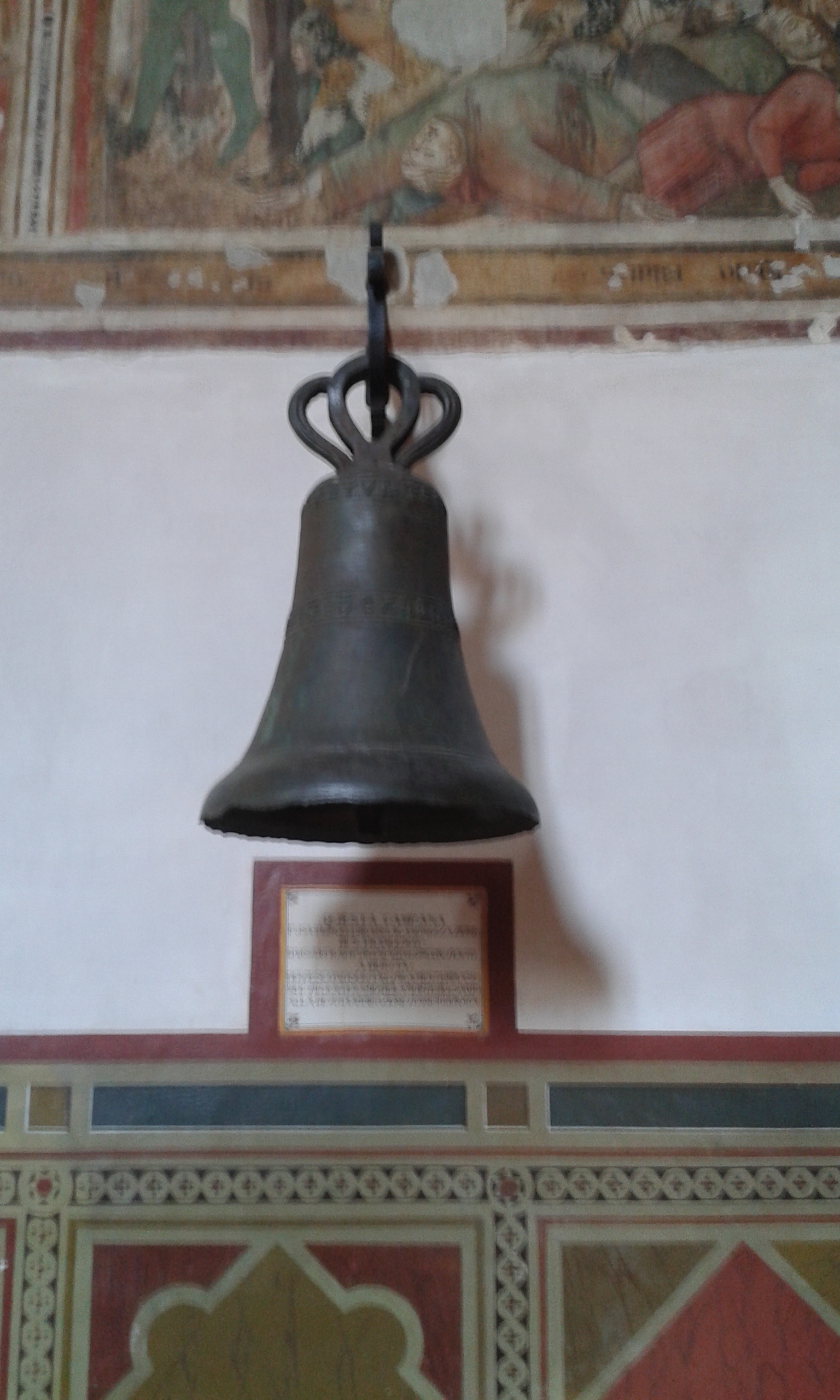
Campana fusa per celebrare la canonizzazione di San Francesco d'Assisi.
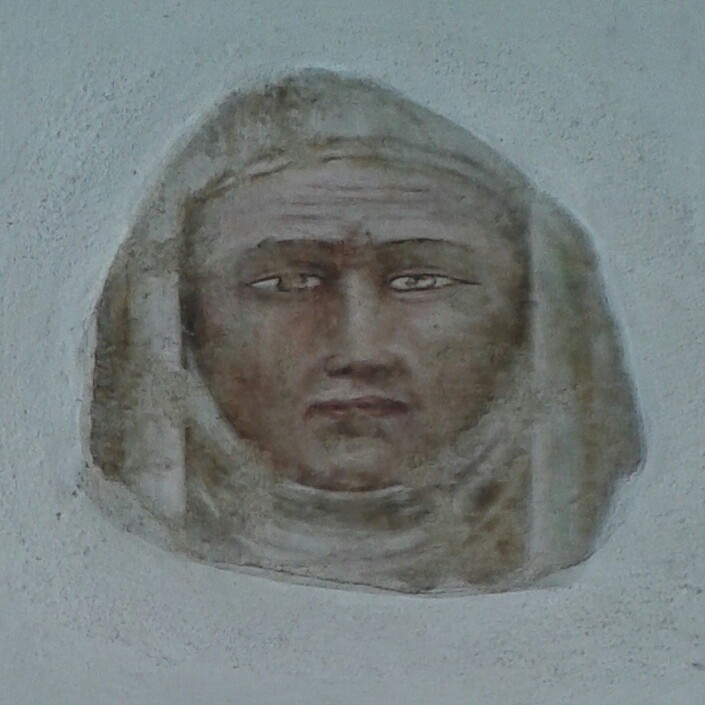
Frammento di affresco con Testa di monaca.
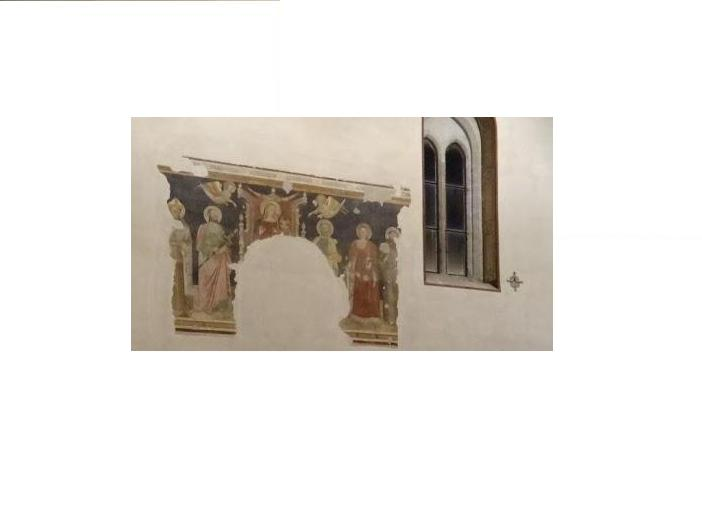
Madonna col Bambino tra i santi Pietro apostolo, Paolo di Tarso, San Ludovico da Tolosa, Caterina d'Alessandria e Francesco d'Assisi.
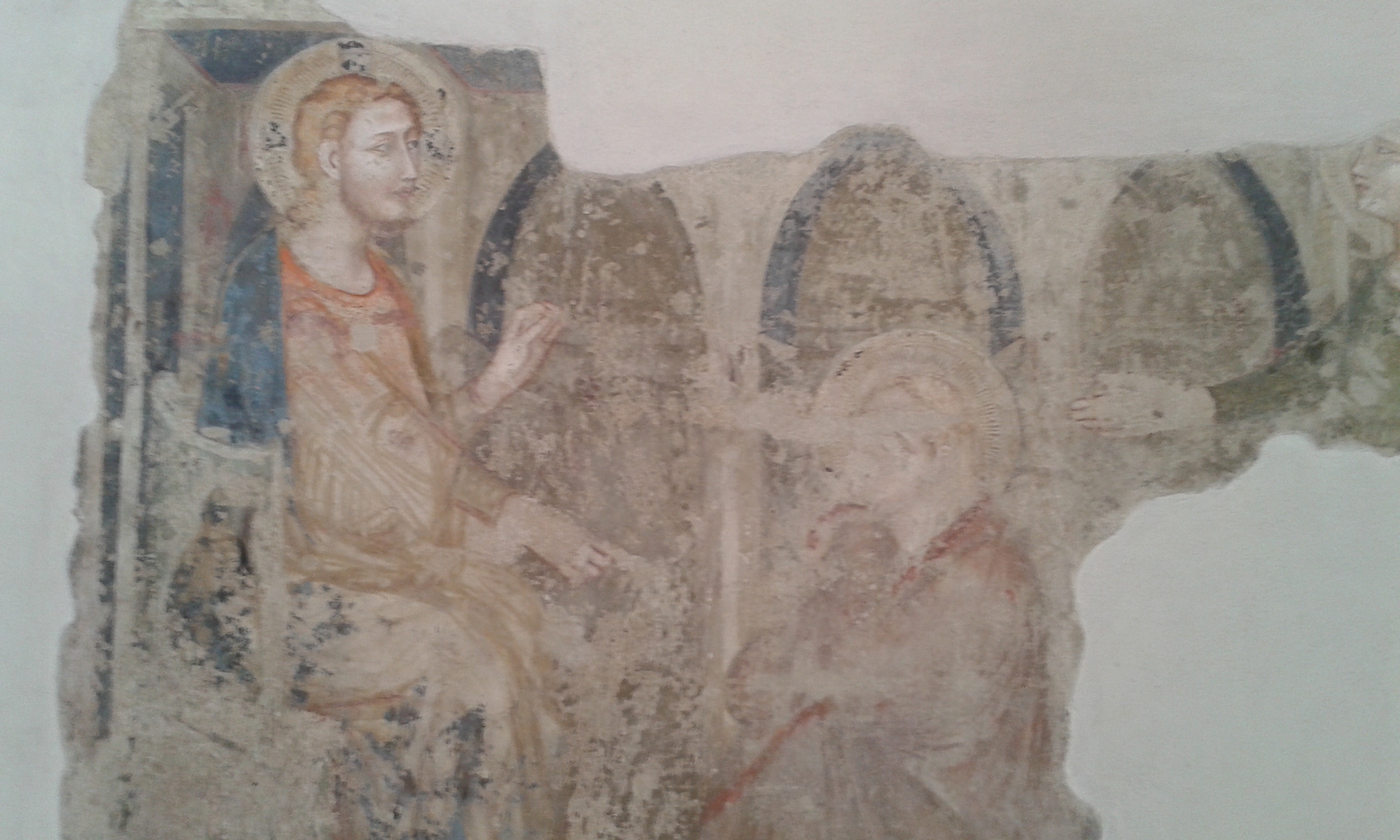
Cristo in casa di Marta e Maria.
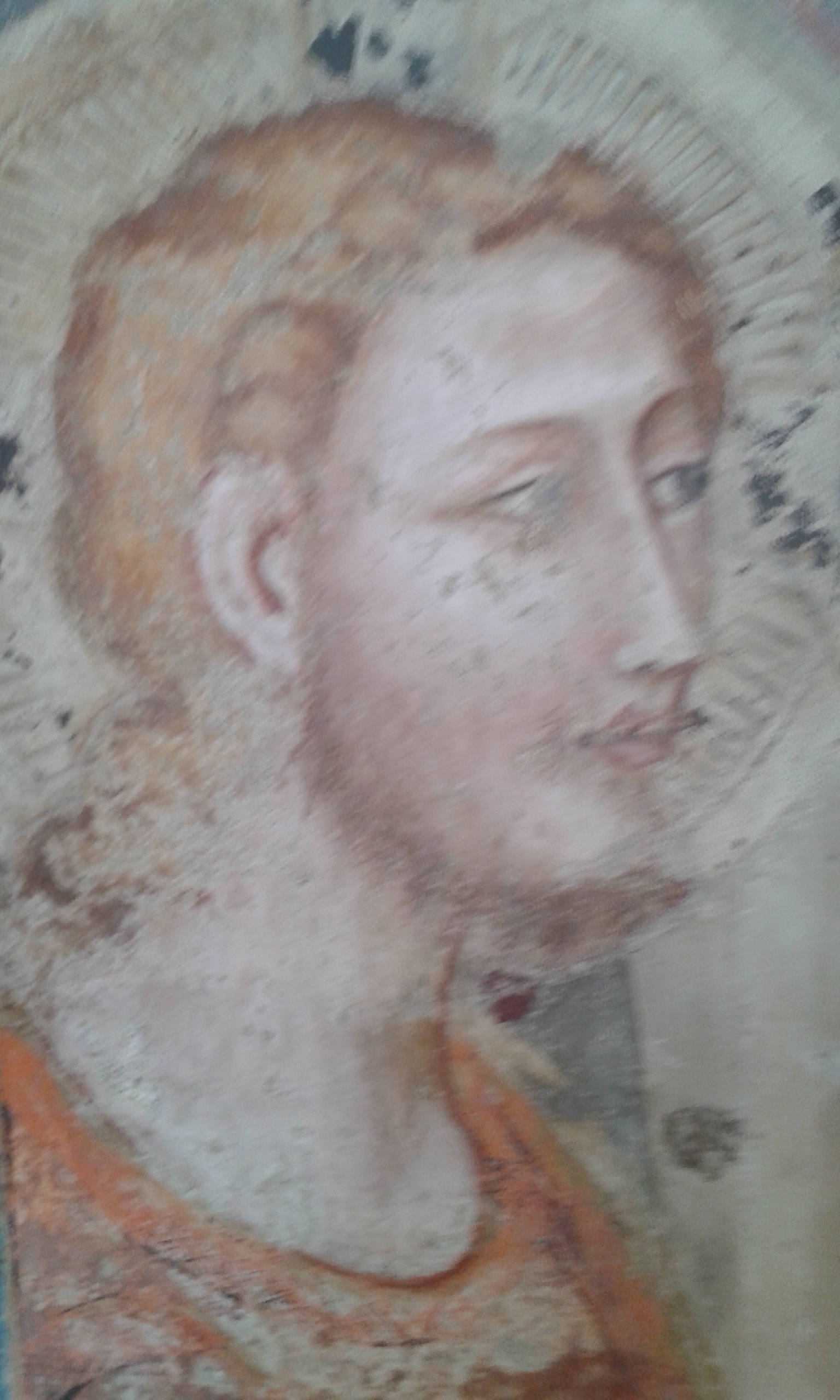
Particolare del volto di Cristo in un affresco raffigurante Cristo in casa di Marta e Maria.
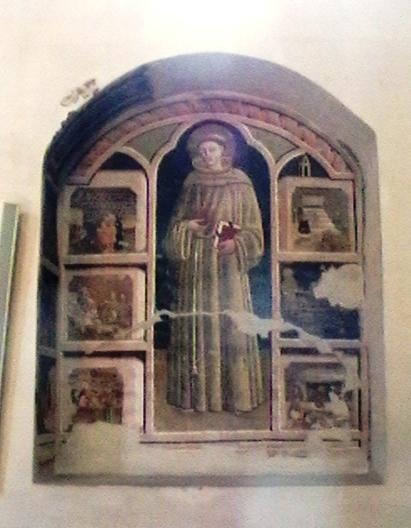
L'affresco raffigurante Sant'Antonio da Padova e scene della sua vita.
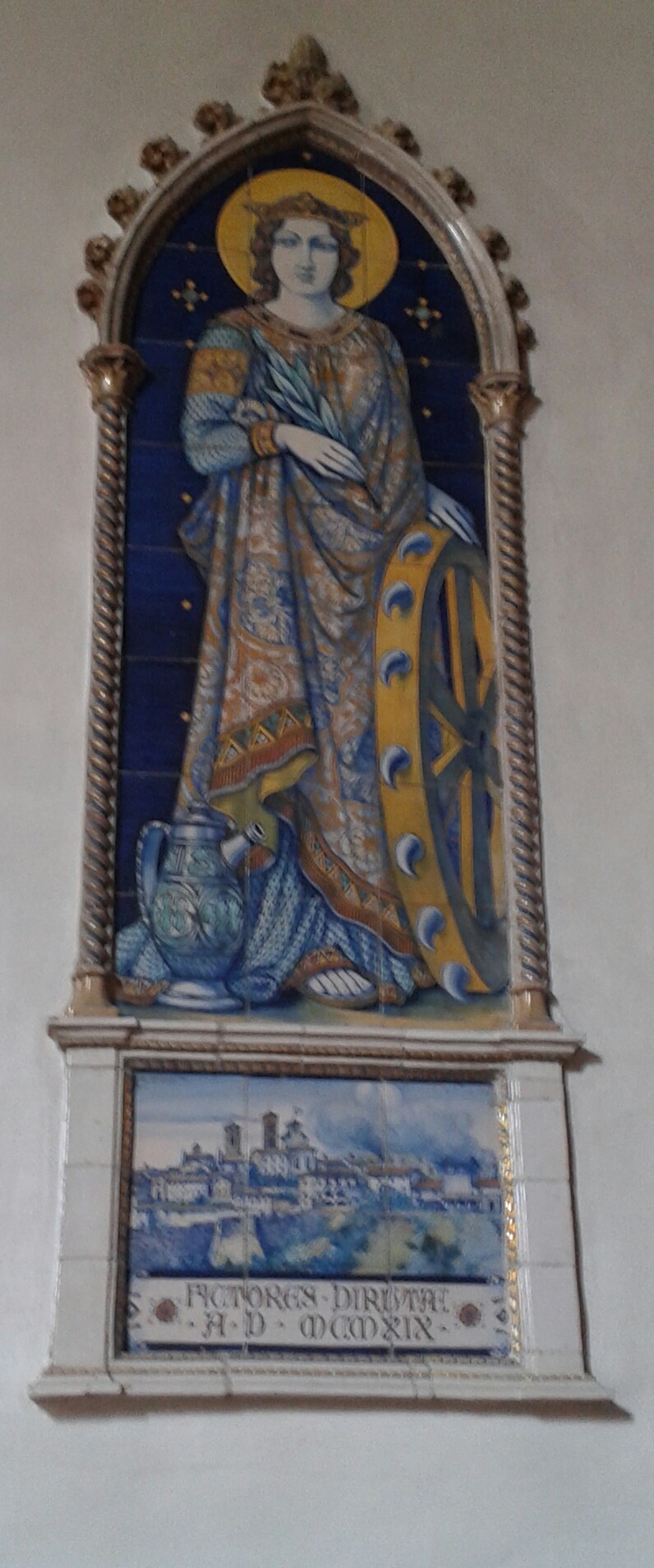
Targa con Santa Caterina d'Alessandria di Amerigo Lunghi, 1919.
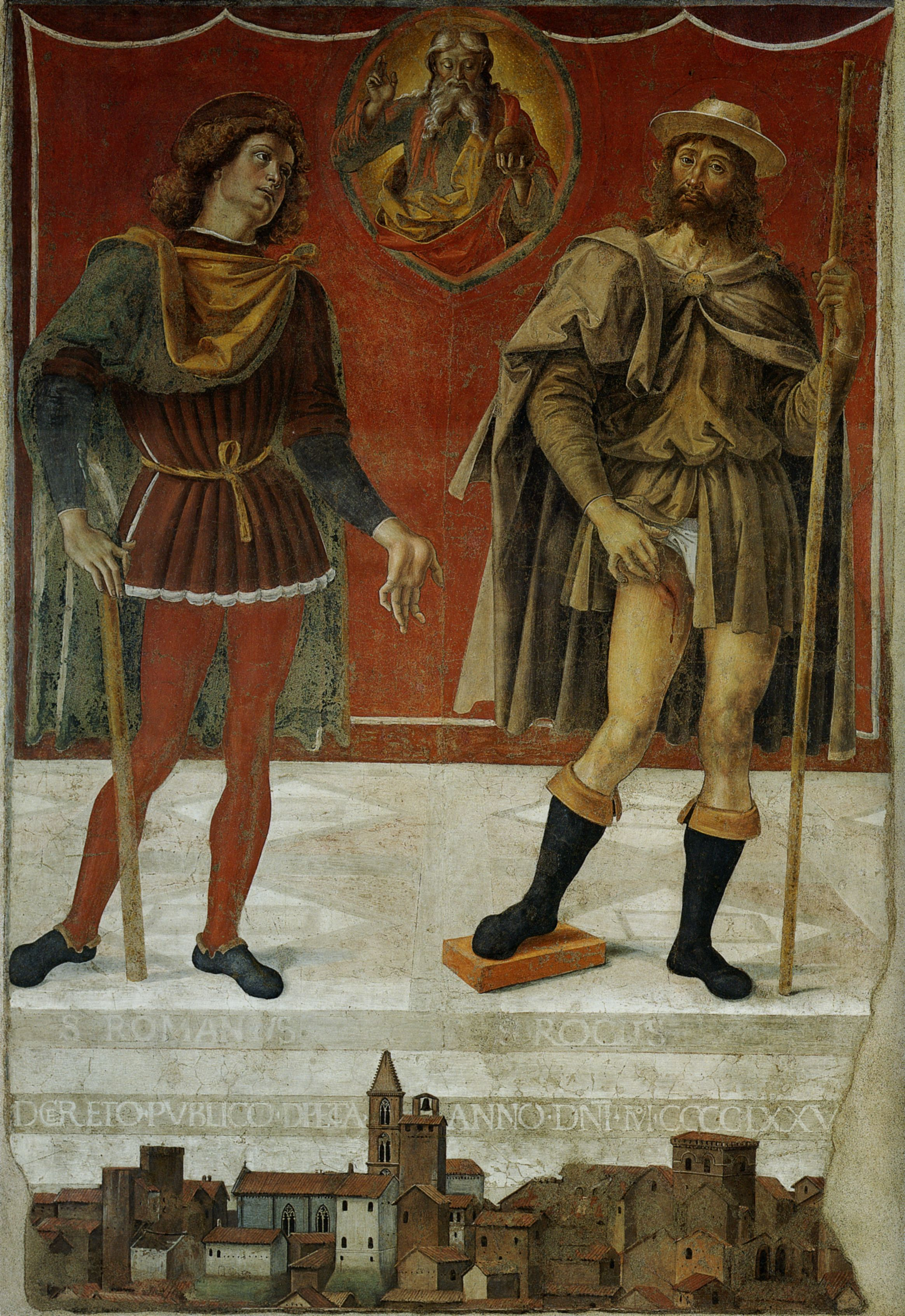
Padre Eterno con i santi Rocco e Romano.
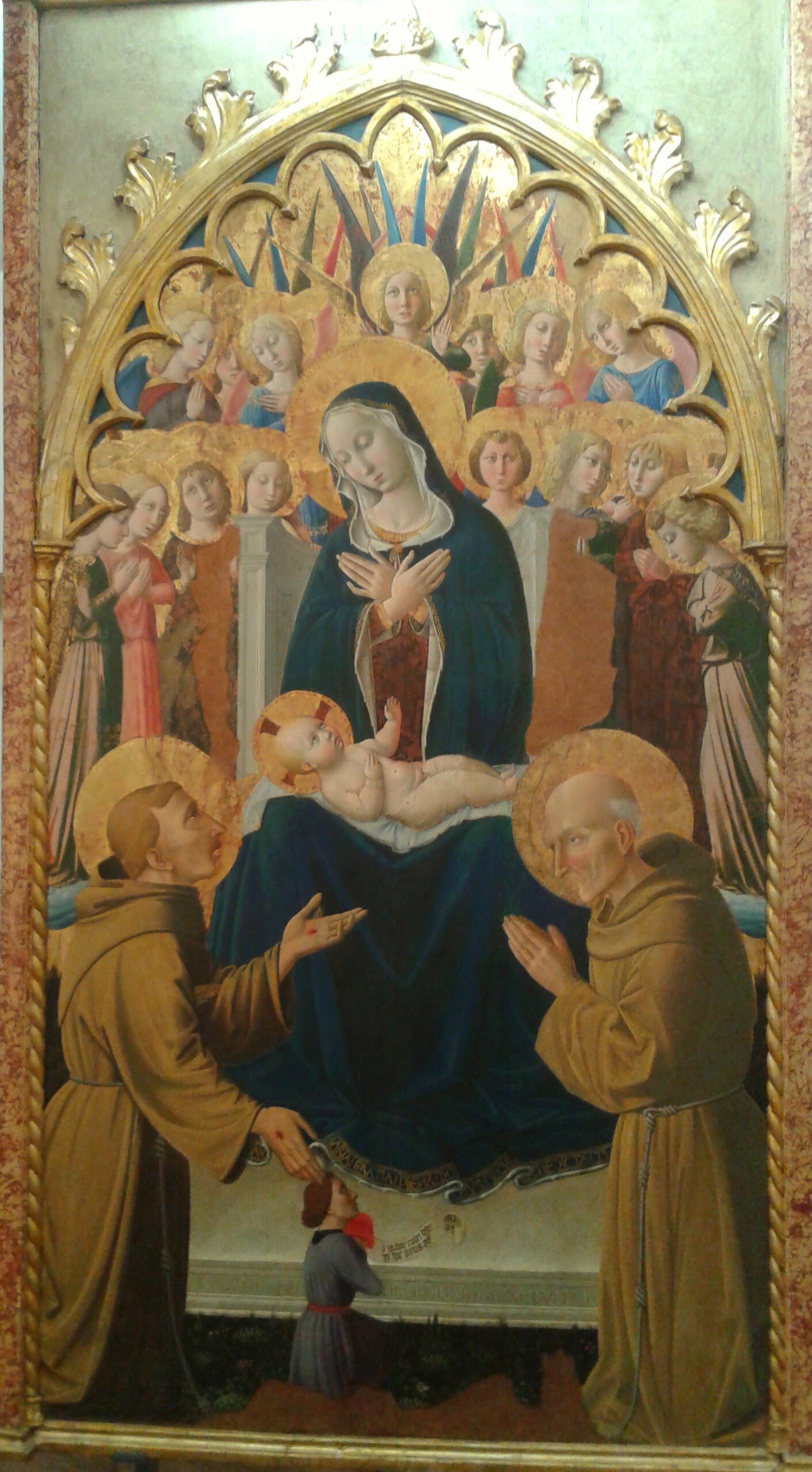
Madonna dei Consoli.
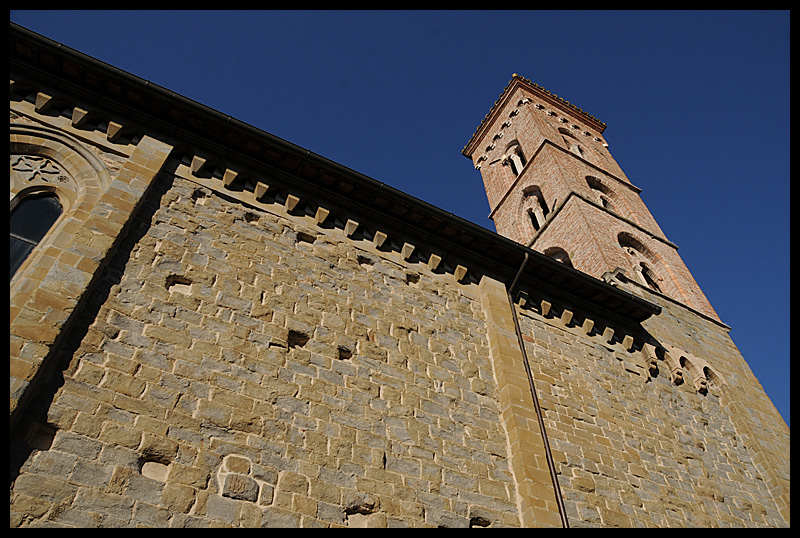
Il campanile trecentesco della chiesa.
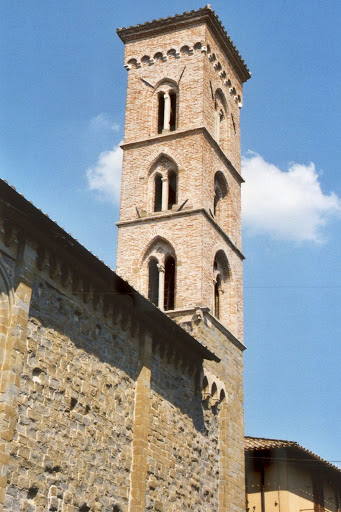
Il campanile trecentesco della chiesa.